# Merthyr Town F.C.
Merthyr Town FC (tiếng Wales: Clwb Pêl-droed Tref Merthyr) là một câu lạc bộ bóng đá bán chuyên nghiệp của xứ Wales có trụ sở tại Merthyr Tydfil. Thành lập vào năm 1909, đội bóng hiện thi đấu tại Southern League Premier Division South.

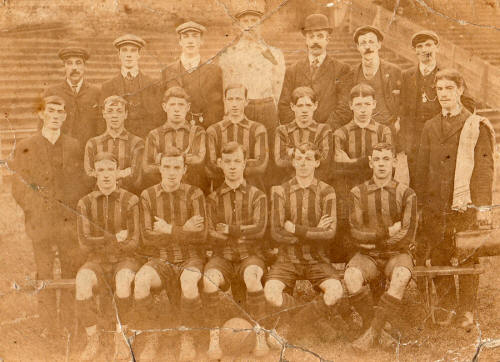
Đội hình câu lạc bộ Merthyr Town năm 1909

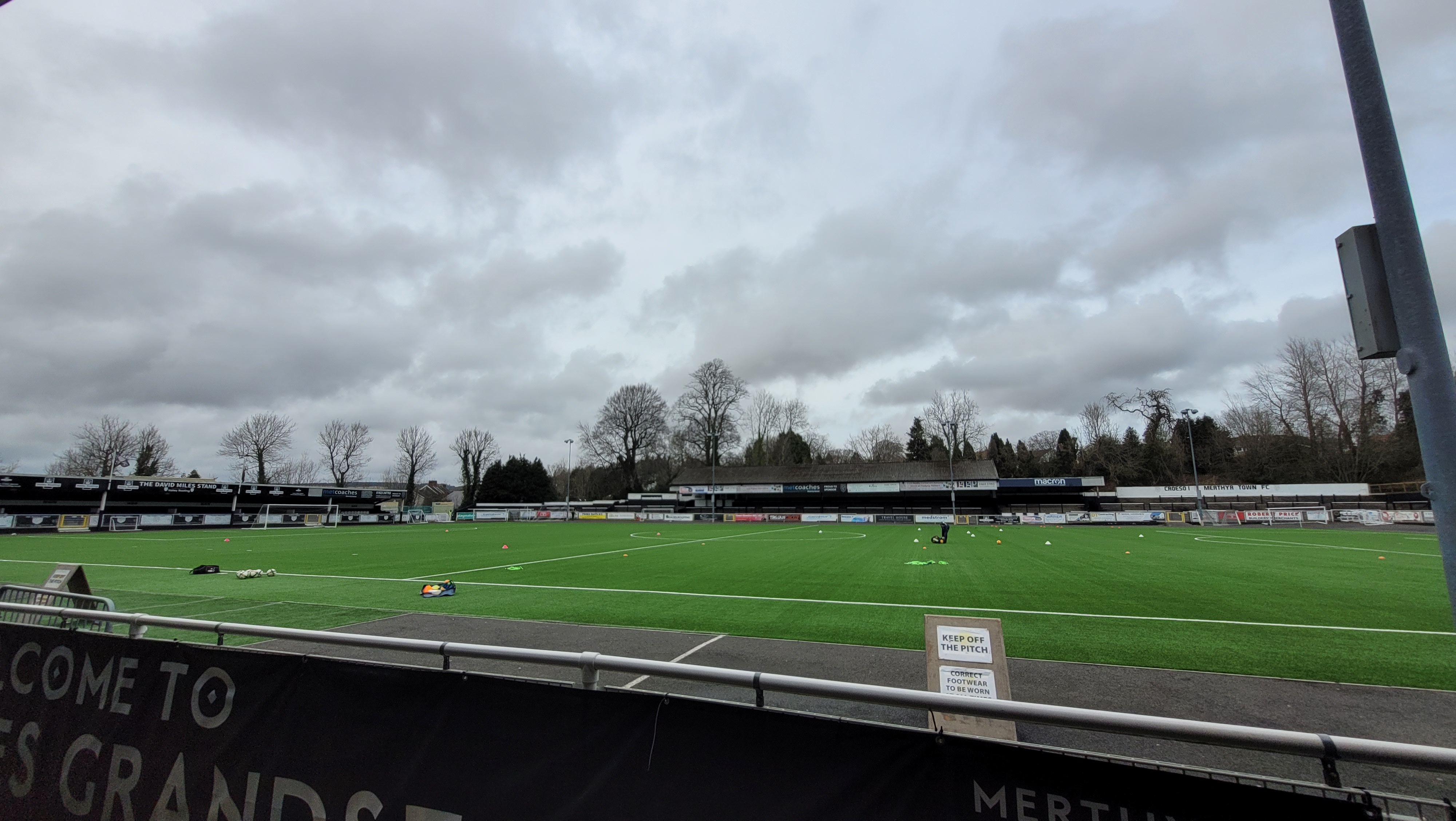
Penydarren Park, Sân nhà của câu lạc bộ Merthyr Town

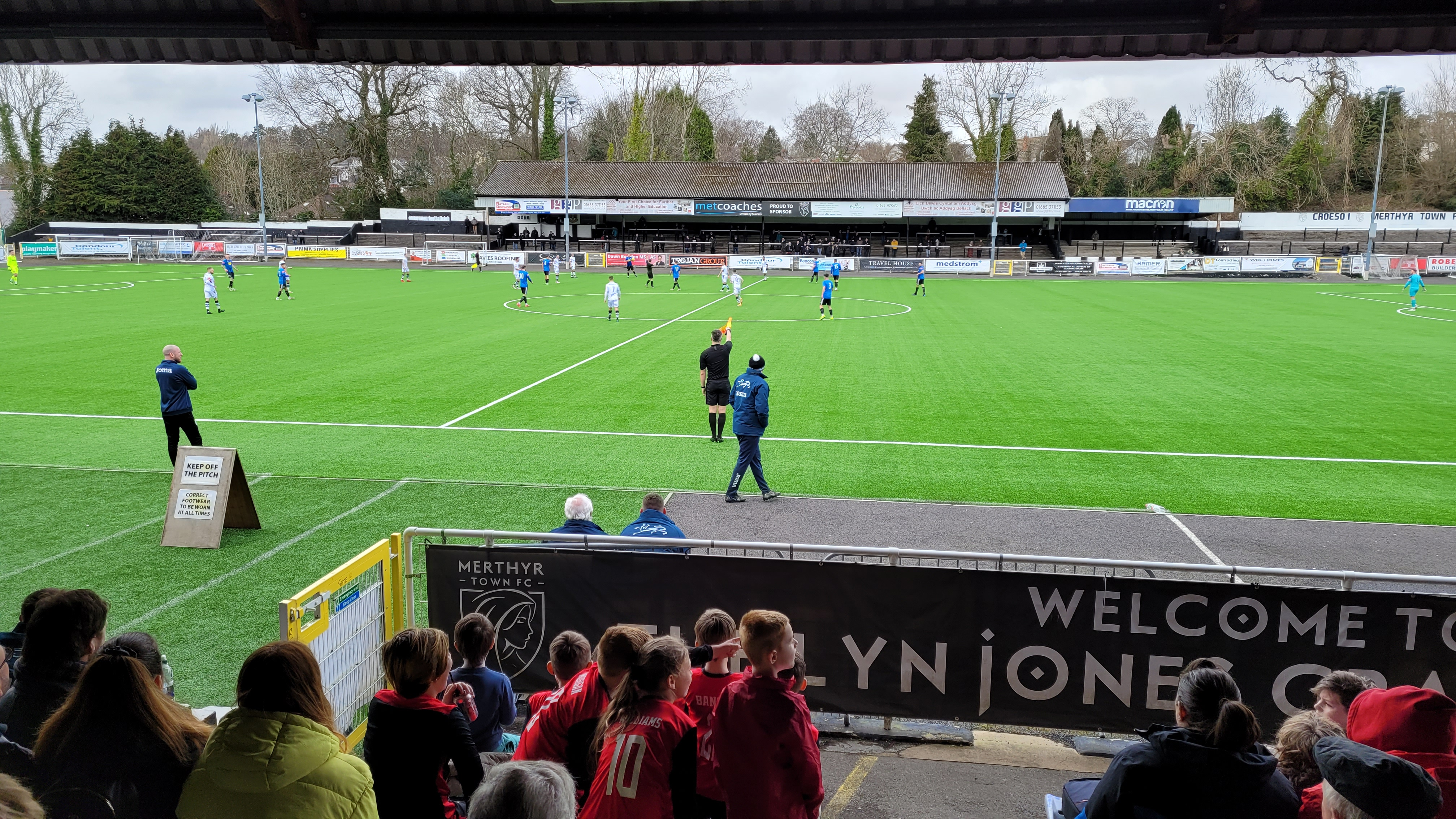
Merthyr Town FC trong trấn đấu trước Wimborne Town

## Danh hiệu
| Liên đoàn - Welsh Football League - Nhà vô địch mùa giải 1930–31 - Southern Football League Division Two - Nhà vô địch mùa giải 1912 - Southern Football League Division One South & West - Nhà vô địch mùa giải 2014–15 - Western Football League Premier Division - Nhà vô địch mùa giải 2011–12 - Western Football League Division One - Nhà vô địch mùa giải 2010–11 - Glamorgan League - Nhà vô địch mùa giải 1910–11 | Cúp - Southern League Cup - Nhà vô địch mùa giải 2015–16 - Welsh Cup - Á quân mùa giải 1924 - Welsh Football League Cup - Nhà vô địch mùa giải 1926 - South Wales Cup - Nhà vô địch mùa giải 1931 |